# Canon Digital IXUS

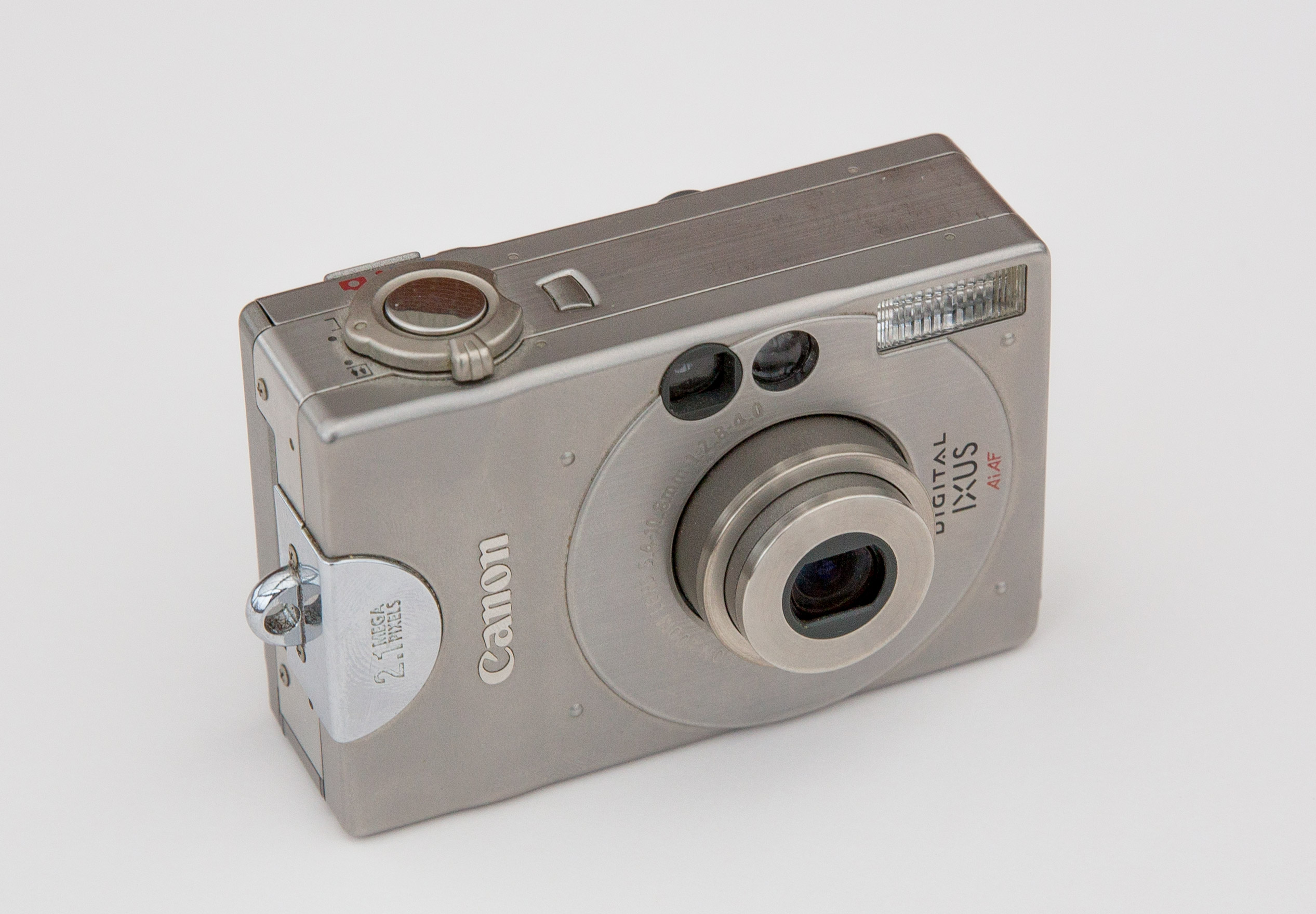
Den ursprungliga IXUS-kameran, år 2000.

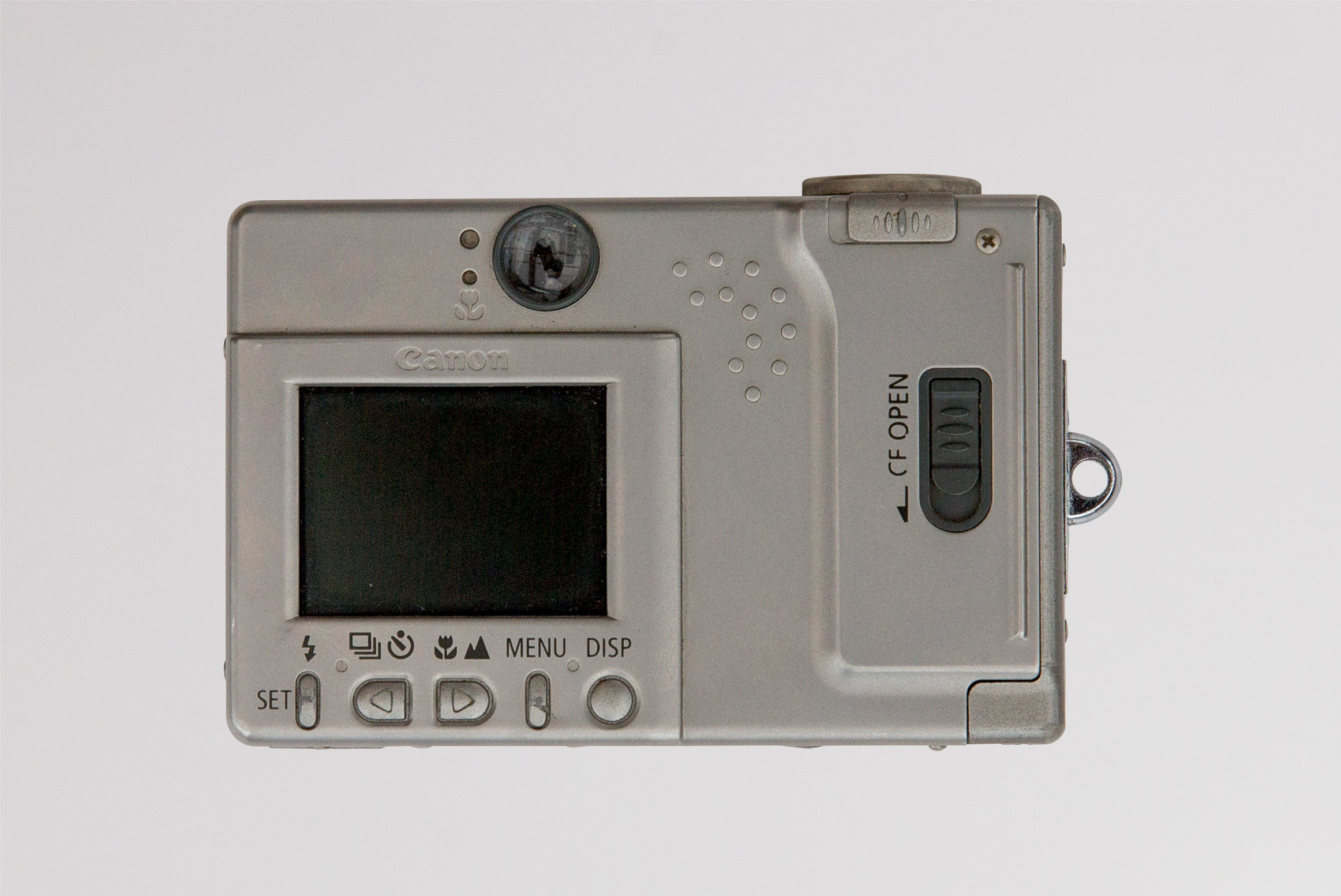
Baksidan på IXUS av årsmodell 2000

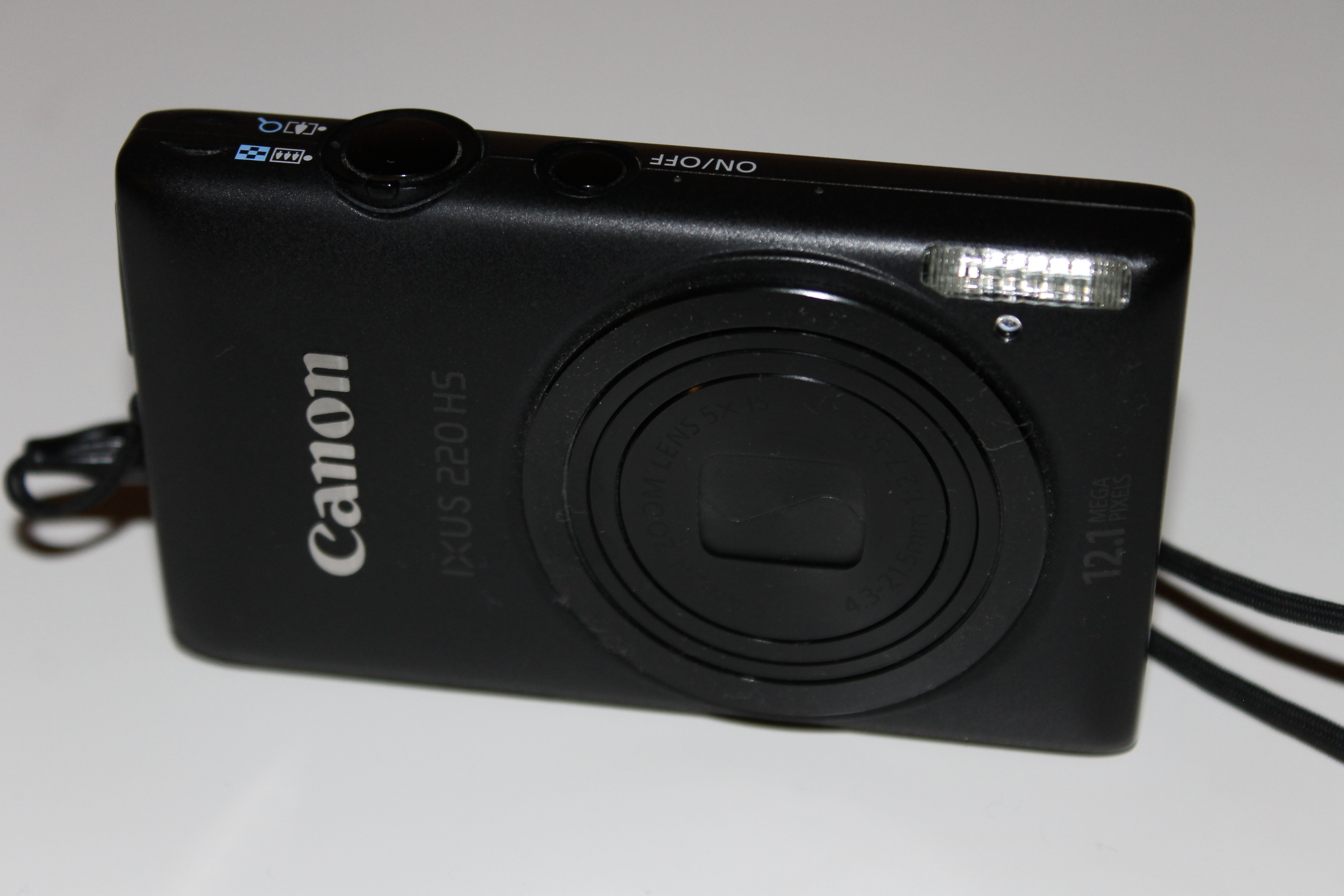
Canon IXUS 220 HS, år 2011.

Canon Digital IXUS är en linje digitalkameror framtagen av Canon.
Den första kameran i serien släpptes våren 2000, filerna var 1600x1200 pixlar. Kameran hade en brännvidd på 5,4-10,8 mm, vilket motsvarar 35-70 mm fullformat, och en bländare 2,8-4,0. De första åren använde dessa kameror minneskort av typen Compact Flash. Alla nyare IXUS-kameror använder emellertid Secure Digital för lagringsmedia.